# Haldighati
Haldighati és un poble del Rajasthan, a l'antic principat de Mewar i avui al districte d'Udaipur, es troba al nord-est d'Udaipur i a pocs quilòmetres (uns 6) al sud de Nathdwara, no lluny del poble de Khamnor. Haldighati vol dir Vall Groga, pel color del terreny. El poble és conegut per la batalla de Haldighati lliurada allí el 18 de juny de 1576. El rana Pratap Singh de Mewar (Udaipur) va refusar reconèixer a l'emperador Akbar i aquest el va voler castigar enviant un fort exèrcit dirigit per Man Singh d'Amer. El 31 de maig de 1576 els dos exèrcits van agafar posicions a Haldighati. Inicialment els mewaris van derrotar les forces imperials, però finalment foren derrotats el dia 18 de juny. Pratap es va salvar mercès a Chetak o Shakti Singh. Al proper llogaret de Badshahi Bagh creix la rosa anomenada Chaitri Gulab i els petals Gulkand, d'efectes medicinals. A 2 km es troba la tomba de Chetak.